# Dreiecksgraph

Der Goldner–Harary Graph ist maximal planar. Jedes Gebiet wird von drei Kanten umrandet.

Ein Dreiecksgraph ist in der Graphentheorie ein planarer Graph, bei dem jedes seiner Gebiete durch einen Kreis der Länge {\displaystyle 3} umrandet ist. Ein Dreiecksgraph hat daher mindestens drei Knoten.
Ein maximal planarer Graph (oder maximal ebener Graph) ist ein planarer Graph, dem keine Kante hinzugefügt werden kann, ohne dass dadurch seine Planarität verloren geht. Jeder Graph mit mindestens drei Knoten ist genau dann maximal planar, wenn er ein Dreiecksgraph ist.
Ein Dreiecksgraph mit {\displaystyle n} Knoten hat genau {\displaystyle 3n-6} Kanten und {\displaystyle 2n-4} Gebiete. Der kleinste Dreiecksgraph ist der Kreisgraph {\displaystyle C_{3}} bestehend aus genau drei Knoten.